# Куфія

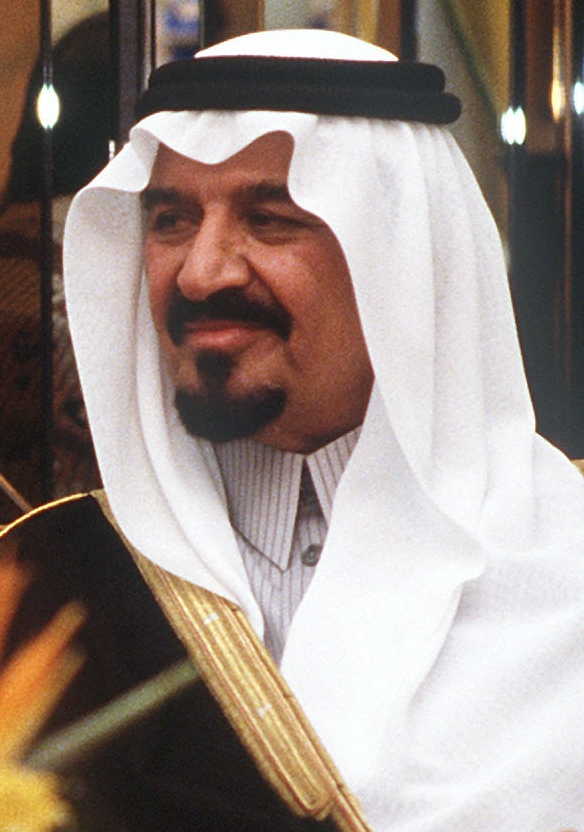
Султан бін Абдул Азіз Ас-Сауд в куфії

Ку́фія (араб. كوفية, kūfīyä), також: шемаг (араб. شماغ), гутра (араб. غترة), арафатка (розм.) — чоловіча головна хустка, популярна в арабських країнах. Слугує для захисту голови й обличчя від сонця, піску та холоду. Набула широкого поширення на території Аравійської пустелі, Сахари, Аравійського і Синайського півостровів, у країнах Перської затоки, на заході Азії та півночі Африки, де основне населення — араби. Часто (але не завжди) куфію носять із обручем чорного кольору — егалем, що притримує хустку на голові.
Найпопулярніші забарвлення — біле, біле з червоним або чорним орнаментом. У Ємені поширені різнокольорові куфії. Залежно від регіону походження носія куфії, вона може відрізнятися орнаментом, забарвленням і способом замотування.
Наприклад, в Саудівській Аравії спосіб замотування зовсім простий — однотонну головну хустку, накидують на голову — іноді навіть без обруча, що підтримує. В Омані куфію пов'язують набагато більш складнішим чином і зовсім інакше, ніж саудівці, на манер тюрбана. Оманці не використовують обруч, що підтримує куфію, що повсюдно прийнято в Йорданії і Палестині.
Основним матеріалом для виготовлення слугує бавовна, нерідко можна зустріти вовняні куфії та куфії з додаванням синтетичних тканин. Традиційний орнамент, як правило, виконується вишивкою.
Куфія названа по місту Куфа (араб. الكوفة‎), де вона спочатку носилася. Пізніше вона поширилася на всю Аравію.

## Куфія Ясера Арафата

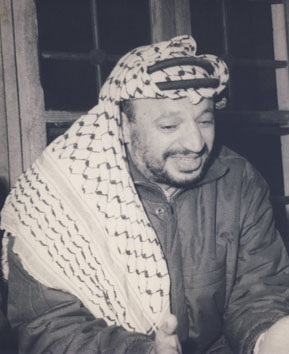
Ясір Арафат в куфії, 1974 р.

Назва «арафатка» стала широко відомою в світі під час різкої ескалації ізраїльсько-палестинського конфлікту (пізніше отримав назву першої інтифади) наприкінці 1980-х років, коли на телеекранах часто з'являвся лідер палестинців Ясір Арафат, невід'ємною частиною образу якого була куфія. Куфія Ясіра Арафата укладалася на голові таким чином, щоб на плечі знаходилася частина тканини яка за формою нагадувала обриси історичної Палестини (що містить у собі територію держави Ізраїль).

## Військове використання
Впродовж багатьох років, використання куфії було поширеним серед британських солдатів, які називають їх шемаг (араб. شماغ). Їх використання деякими одиницями і формуваннями збройних сил і поліції колишньої Британської імперії належить до часу перед Другою Світовою війною. Завдячуючи зручності, шемаги були прийняті палестинською поліцією, прикордонними силами Йорданії, суданськими Силами Захисту, арабським Легіоном, британськими СПС (англ. SAS), не рахуючи інших, які носили їх, працюючи в Північній Африці.
Після Другої Світової війни, їх використання армією тривало в пустелі і в помірних широтах. З початком війни з терором, шемаги, зазвичай бавовняні і в армійському стилі — оливкові, з сірим або чорним вишитим малюнком, були прийняті і американськими військами. Їх практичність в посушливому довкіллі, в Афганістані і Іраку, пояснює їх популярність серед солдатів.
Солдати часто носять шемаг складений навпіл в трикутник і обгорнутий навколо голови, що захищає лице і очі від сонця, піску та холоду. Також шемаг вдягають солдати танкових, механізованих і інших бортових військ, які використовують його як шарф у помірному кліматі, щоб прикритися від вітру і холоду. Британські солдати в Іраку чи Афганістані нині носять жовто-коричневі шемаги. Ірландські армійські рейнджери використовували зелений шемаг.

## Модний тренд
Як і з іншими предметами одягу які носили у воєнний час, наприклад, футболки, реглани, камуфляжі, та штани кольору хакі, куфію було розцінено як шикарний аксесуар у неарабських країнах. Куфія стала популярною в Сполучених Штатах наприкінці 1980-х. На початку 2000-х, куфії були дуже популярні серед молоді в Токіо. Ця тенденція повторилася в середині 2000-х в Сполучених Штатах, Європі, Канаді і Австралії, коли куфія стала популярною як модний аксесуар. Часто використовується як звичайний шарф чи хустка.